# Partizánske
Partizánske (AFI: ['partiza: nske], in ungherese Simony), fino al 1949 Baťovany, è una città della Slovacchia, capoluogo del distretto omonimo nella regione di Trenčín.

## Storia
Un tempo c'era una fortezza, ma nel 1411 Sigismondo diede il permesso di costruire una nuova fortezza sulla riva del fiume Nitra. Nel 1910 vivevano nella città 458 persone, per lo più slovacchi. La città appartenne al comitato ungherese di Bars fino al 1919, per poi passare alla Cecoslovacchia.
Nel 1939 l'imprenditore ceco Tomáš Baťa fondò una fabbrica di scarpe. Fece costruire per i lavoratori assunti tipiche case di mattoni con un conseguente aumento della popolazione. Nel 1949, la città ha cambiato il suo nome in Partizánske, in onore dei partigiani che qui erano stati addestrati e che hanno partecipato alla rivolta nazionale slovacca che ha avuto luogo nel 1944, contribuendo a porre fine all'occupazione nazista nel paese.

## Geografia fisica
La città si trova sotto la montagna Tribeč, dove confluiscono il fiume Nitra e il fiume Nitrica.

### Parti della città
- Centro: è la parte commerciale della città, in mezzo ad esso si trovano il cinema, un supermercato, il Centro Culturale Urbano centro Partizánske, l'ufficio distrettuale, e la piazza.
- Šípok: costruito lungo il corso del fiume Nitra alla fine dell'epoca socialista (1980). Vi abitano circa 5 500 persone.
- Luhy: antico e più grande agglomerato di case in cemento. Le parti principali sono Okružná e Malá Okružná. Ha una popolazione di circa 9 000 abitanti.
- Štrkovec: è la parte più antica della città, costruita grazie all'imprenditore ceco Tomáš Baťa, che fondò a Partizánske la società "Zavody 29. augusta". È costituita principalmente da case familiari.
- Šimonovany: parte storica della città, era in origine separata. Si trova qui la fabbrica di mattoni, il castello della famiglia Šimoni, e il granaio.
- Veľké Bielice: in origine una città separata, sul fiume Nitrica. Si trova presso la strada di uscita Partizánske verso Topoľčany.
- Malé Bielice: in origine una città separata.
- Návojovce: città verso Hradište.

## Cose da vedere

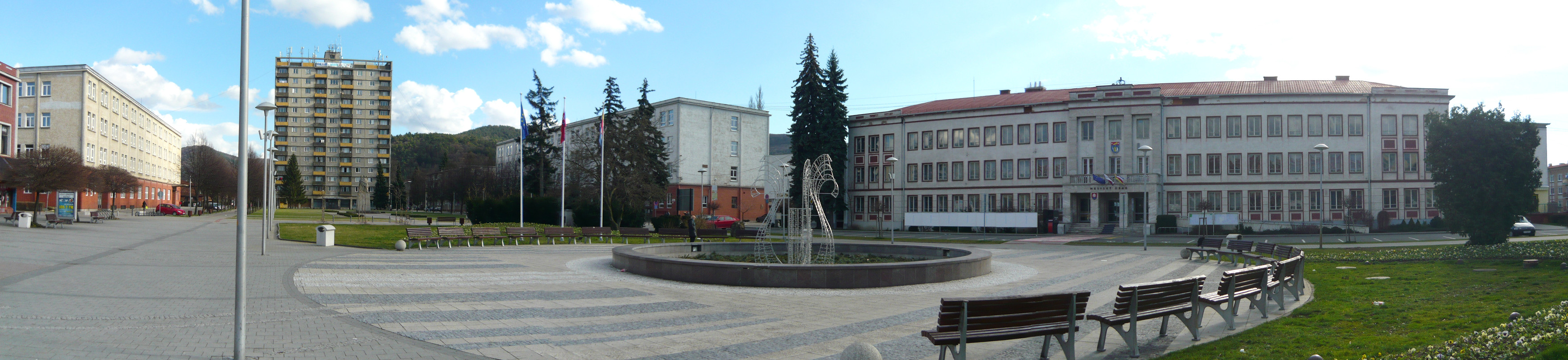
Piazza principale
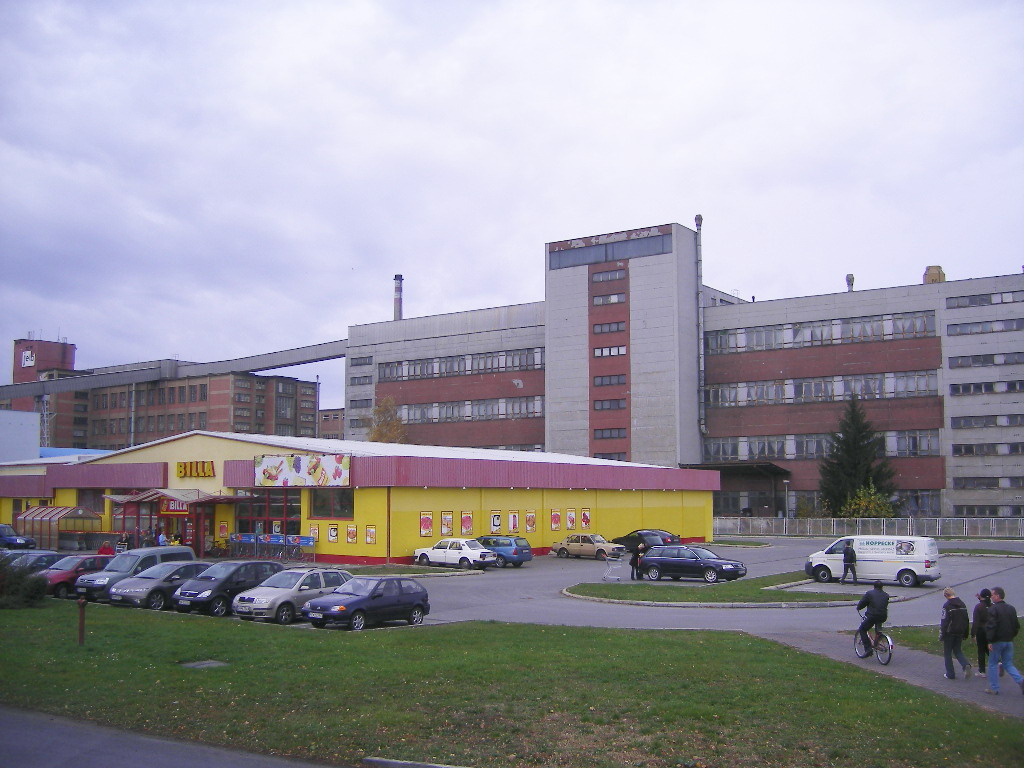
Fabbrica di Bata
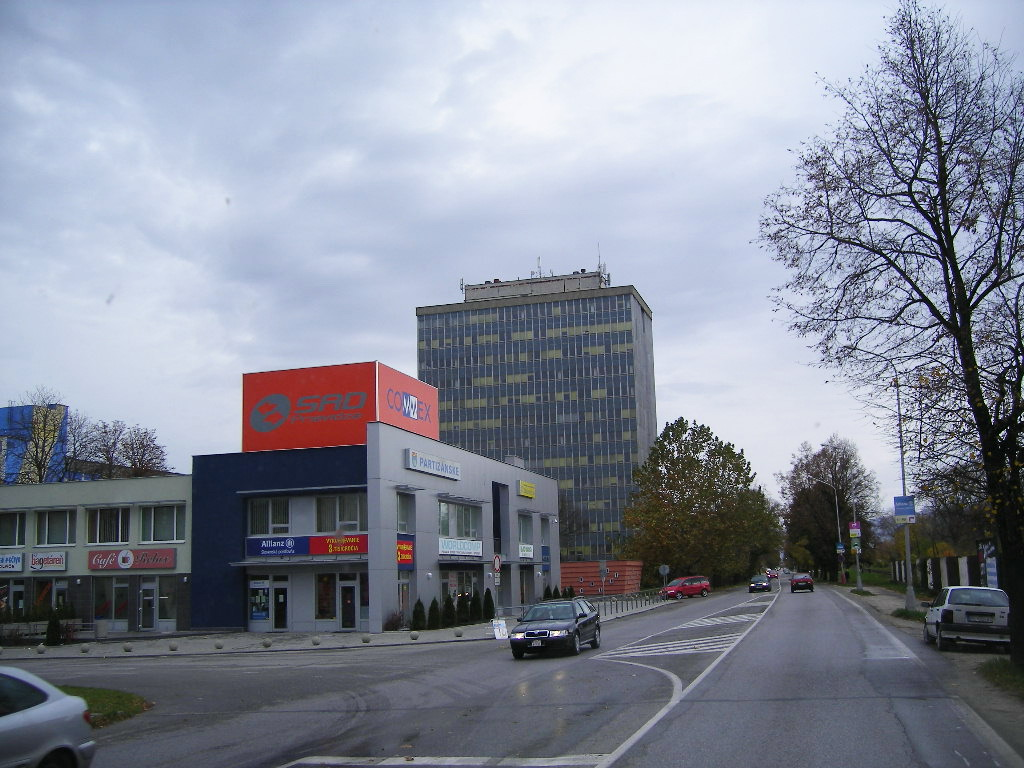
Strada principale

### Monumenti
Il registro nazionale e culturale dei monumenti in Slovacchia ha dieci monumenti nella città di Partizánske
| Nome                                                                 | Tipologia           | Coordinate              | Immagine |
| -------------------------------------------------------------------- | ------------------- | ----------------------- | -------- |
| Monumento ai 35 partigiani morti nel 1944                            | Monumento           | 48.621227°N 18.382889°E |          |
| Monumento al riarmo dei partigiani                                   | Memoriale           | 48.627663°N 18.395538°E |          |
| Chiesa dell'Assunzione di Maria in Šimonovany                        | Chiesa              | 48.633231°N 18.390399°E |          |
| Monumento ai soldati morti durante la Rivoluzione Nazionale Slovacca | Monumento           | 48.625147°N 18.373952°E |          |
| Chiesa del Sacro Cuore di Gesù                                       | Chiesa              | 48.622875°N 18.379215°E |          |
| Lapide alla memoria di Rudolf Jašík                                  | Lapide alla memoria | 48.62446°N 18.374343°E  |          |
| Casa, dalla quale ha avuto inizio l'armamento dei partigiani         | Casa memoria        | 48.629969°N 18.392057°E |          |
| Lapide alla memoria sulla casa                                       | Lapide alla memoria | 48.62992°N 18.392008°E  |          |
| Vodný hrad o edificio di Šimonovany                                  | Edificio            | 48.63109°N 18.391022°E  |          |
| Parco dell'edificio di Šimonovany                                    | Edificio            | 48.631338°N 18.390592°E |          |

## Infrastrutture e trasporti
Partizánske è attraversata dalla linea ferroviaria numero 140che va da Nové Zámky a Prievidza. Nel complesso in una città ci sono tre fermate: la stazione principale (dove si fermano i treni veloci) e due fermate (dove i treni veloci non si fermano). Vicino alla stazione ferroviaria si trova la stazione degli autobus, raggiungibile dal centro della città attraverso un sottopassaggio.

## Esperanto
In città ci sono stati diversi eventi esperantisti come il seminario internazionale di E@I e nel 2006 la Gioventù Esperantista Slovacca (SKEJ) ha organizzato un laboratorio creativo con oggetto "Stel(ar)o".
Dall'estate del 2011 nella "casa dei servizi", proprio accanto al municipio di Partizánske si trova il primo ufficio di E@I.